# Луканьов Микола Діонісійович
Луканьов Микола Діонісійович (нар. 8 липня 1929, Могильов, БРСР, СРСР — пом. 12 травня 2004, Одеса) — радянський, український кінооператор.

## Життєпис
Закінчив операторський факультет Всесоюзного державного інституту кінематографії (1955).
Знімав хронікальні сюжети для кіножурналів «Радянська Україна» і «Новини дня» на Одеському корпункті студії «Укркінохроніка».
З 1955 року — оператор Одеської студії художніх фільмів.
Був членом Національної спілки кінематографістів України.
Помер 2004 року.

## Фільмографія
Зняв кінокартини:
- «Вулиця молодості» (1958, у співавт. з В. Костроменком)
- «Світло у вікні» (1960)
- «Дивак-людина» (1962, у співавт. з В. Симбірцевим)
- «Іноземка» (1965)
- «Дубравка» (1967, у співавт. з В. Кирбижековим)
- «Якщо є вітрила» (1969, у співавт. з О. Герасимовим)
- «Між високими хлібами» (1973)
- «Хлопчину звали Капітаном» (1973)
- «Блакитний патруль» (1974, т/ф, у співавт. з Є. Козинським)
- «Відпустка, яка не відбулася» (1976, у співавт. з Є. Козинським)
- «Артем» (1977, т/ф, 2 с, у співавт. з Г. Козельковим)
- «Жіночі радощі й печалі» (1982)
- «Дайте нам чоловіків» (1985) та ін.